# Jan Harke Bolhuis
Jan Harke Bolhuis (Haren, 24 oktober 1890 – Utrecht, 26 februari 1954) was een Nederlandse officier van gezondheid en röntgenoloog.

## Leven en werk
Bolhuis werd in het Groningse dorp Haren aan het einde van de negentiende geboren als zoon van Harke Bolhuis en Greta Maria Poutsma. Na de hogereburgerschool te Groningen studeerde hij geneeskunde aan de Universiteit van Groningen. Hij begon zijn carrière als lid van de Keuringsraad voor de Militie. Omstreeks 1917 vertrok hij als officier van gezondheid naar Nederlands-Indië. Na een kort periode in Batavia te hebben gewerkt werd hij overgeplaatst naar Jambi. Vervolgens was Bolhuis werkzaam bij de röntgenafdeling van het militair ziekenhuis te Cimahi. In 1924 keerde hij terug naar Europa en studeerde röntgenologie aan de universiteiten van Wenen, Frankfurt en Hamburg, waarna hij in 1924 promoveerde aan de Universiteit van Leiden tot doctor op het proefschrift De Biologische werking van primaire en secundaire röntgenstralen op bacteriën. In 1926 keerde hij terug naar Indië. Daar werd hij aangesteld als röntgenoloog bij het militair ziekenhuis te Batavia en richtte in het Sint Carolus-Ziekenhuis aldaar een röntgenafdeling in. In 1933 keerde hij terug naar Nederland en werd hij röntgenoloog te Utrecht en Zeist. Bolhuis was secretaris van de Geneeskundigen Kring te Batavia, secretaris van de Utrechtsche Specialisten Vereeniging en voorzitter van de Nederlandsch-Indische Röntgenologen Vereeniging. 
Bolhuis was getrouwd met Maria Jannetje Mulder en samen kregen ze twee kinderen. Bolhuis overleed in 1954 op 63-jarige leeftijd te Utrecht. Hij was ridder in de Orde van de Nederlandse Leeuw.